# Мачедонский, Александру (литератор)
Алекса́ндру Мачедо́нский (или Мачедонски; рум. Alexandru Macedonski; 14 марта 1854, Бухарест — 24 ноября 1920, там же) — румынский поэт, прозаик, драматург, литературный критик.
Известен тем, что способствовал распространению французского символизма в родной стране и в ранние годы руководил румынским движением символистов. Был предтечей местной модернистской литературы и первым румынским автором, использовавшим свободный стих, однако некоторые утверждали, что стал первым в современной европейской литературе.
В рамках румынской литературы Мачедонский рассматривается критиками как второй национальный поэт после Михая Эминеску, как лидер в космополитической и эстетических тенденций, формировавшихся вокруг его журнала Literatorul, он был диаметрально противоположен традиционализму Эминеску и его школы. Учился за границей и в Бухаресте.

## Произведения
Первые поэтические опыты собраны в книге под латинским названием «Prima verba» («Первое слово», 1872). Издавал прогрессивную газету «Олтул» («Oltul», 1873—76). В 1880 основал журнал «Литераторул» («Literatorul») и литературное общество под тем же названием. Автор сборников стихов «Необычайный» (1897), «Священные цветы» (1912), а также «Поэмы рондо» (издана 1927). Стремился к обновлению румынской лирики. Так появилась теория «инструментализма», или неоромантизма, положившая начало румынскому символизму (статья «Поэзия будущего», 1892). Но формальные поиски не стали определяющим фактором в его творчестве, проникнутом демократическими идеями.
Автор романа «Тихоокеанский Дредноут», повести «Комета Одореску», статьи «Поэзия будущего».

## Наследие
Монета в честь поэта Александру Мачедонского.
Национальный банк Румынии 20 мая 2009 года выпустил в обращение памятные серебряные монеты, посвященные 155-летию со дня рождения румынского поэта Александру Мачедонского (Alexandru Macedonski).
На аверсе монет изображен путник верхом на верблюде, бредущий по пустыне в сторону миража священного замка. Также отчеканены строки из поэмы автора «Декабрьская ночь» («Noapte de decembrie» : Şi tot către ele s-ajungă zoreşte, / Cu toate că ştie prea bine că-l mint / Şi porţi de topaze, şi turnuri de-argint.), изображены герб Румынии, указаны номинал и год выпуска монет — 2009. На реверсе можно увидеть портрет поэта, букет роз — его любимых цветов, а также годы жизни Александру Мачедонского — 1854—1920.
Сын генерала Александру Мачедонски, военного министра. 
Похоронен в Бухаресте на мемориальном кладбище Беллу. В 2006 году посмертно признан членом Румынской академии.